# Mega Man Star Force
Mega Man Star Force (流星のロックマン?, Ryūsei no Rokkuman) è un videogioco Action RPG del 2006 uscito per Nintendo DS. Il gioco è stato prodotto in tre versioni: Pegasus (ペガサス?, Pegasasu), Leo (レオ?, Reo) e Dragon (ドラゴン?, Doragon). La versione Pegasus era venduta in esclusiva sul sito play.com, mentre quella Dragon tramite la catena GameStop. Ogni versione si differisce per una differente trasformazione del protagonista, attivabile durante i combattimenti.

## Trama
Geo Stelar è un ragazzo di dieci anni che, tre anni prima, ha perso suo padre in un misterioso incidente sulla stazione spaziale sul quale egli lavorava. Distrutto dall'avvenimento, si rifiuta di andare a scuola ed avere amici, passando le sue giornate a guardare il cielo, nella vaga speranza di rivedere il padre. Invece, utilizzando degli strani occhiali appartenenti proprio a quest'ultimo, trova una strana creatura aliena, formata solo da onde elettromagnetiche. L'alieno gli dirà di sapere qualcosa di suo padre e inizierà a vivere con lui.
Già poco dopo, però, Omega-Xis (l'essere energetico) dovrà fondersi totalmente con Geo, dando vita a Mega Man, guerriero che combatterà contro ogni forma malvagia di onde EM (elettromagnetiche). Si scoprirà che Omega, o semplicemente Mega, è fuggito da un altro pianeta rubando qualcosa di fondamentale, necessaria ad attivare un'arma galattica devastatrice. Proprio a causa di questo furto verrà ripetutamente attaccato da altri alieni EM che sfruttano la debolezza interiore delle persone per impossessarsi di loro. Geo capirà lentamente il valore dell'amicizia, che diventerà la sua principale ragione per lottare.